# Cañapa-tó
A Cañapa-tó (spanyolul: Laguna Cañapa) egy lefolyástalan sós tó Délnyugat-Bolívia Potosí megyéjében. A chilei határ és a Hedionda-tó (Laguna Hedionda) közelében található tó 4140 méter tengerszint feletti magasságon fekszik és 1,42 km² területű.
A tó környékén andoki flamingók, rövidcsőrű flamingók, lámák, vikunyák és csincsillák is élnek.

## Galéria

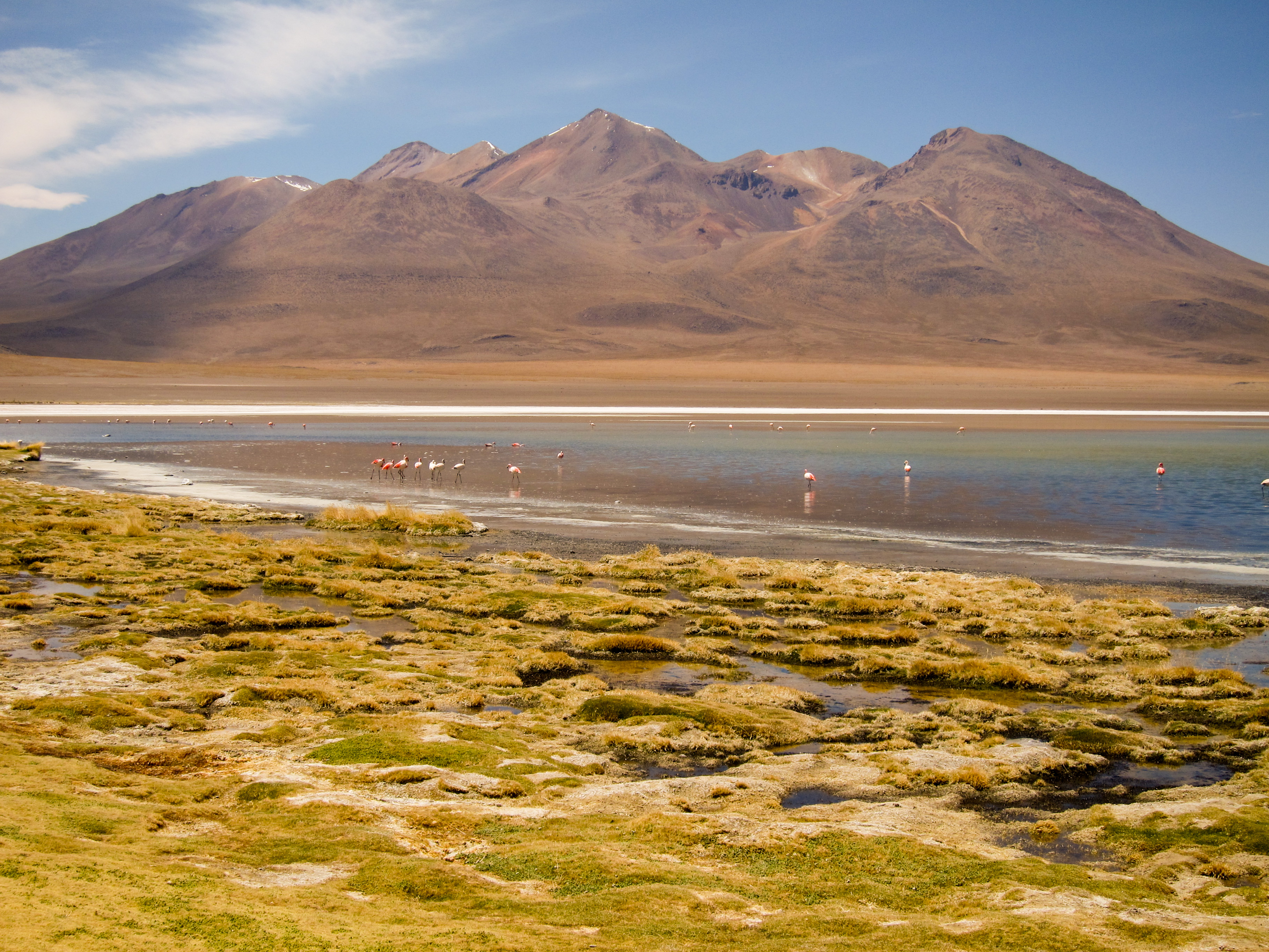
A tó háttérben a Cerro Tapaquilcha heggyel
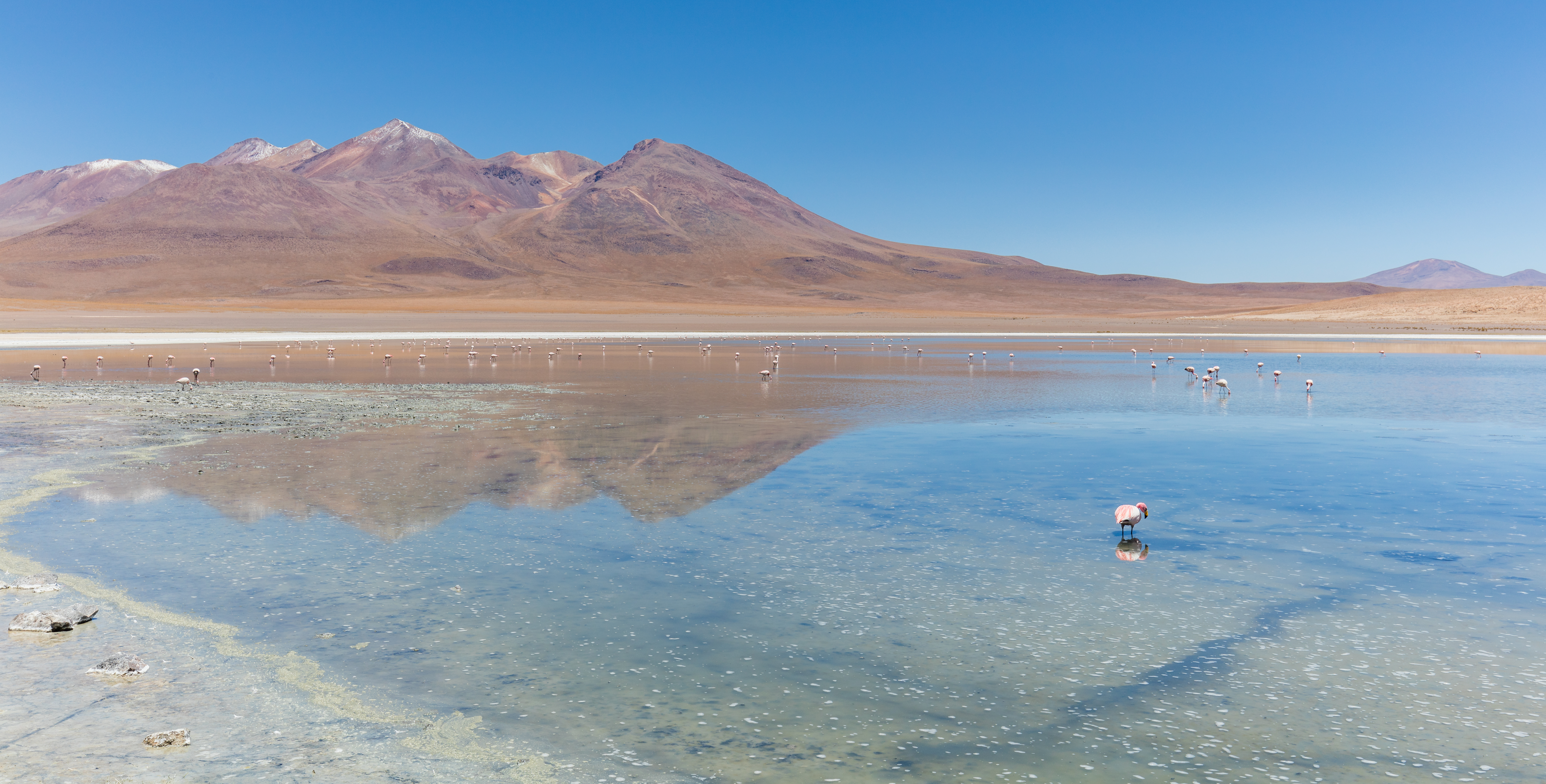
Flamingók a tóban
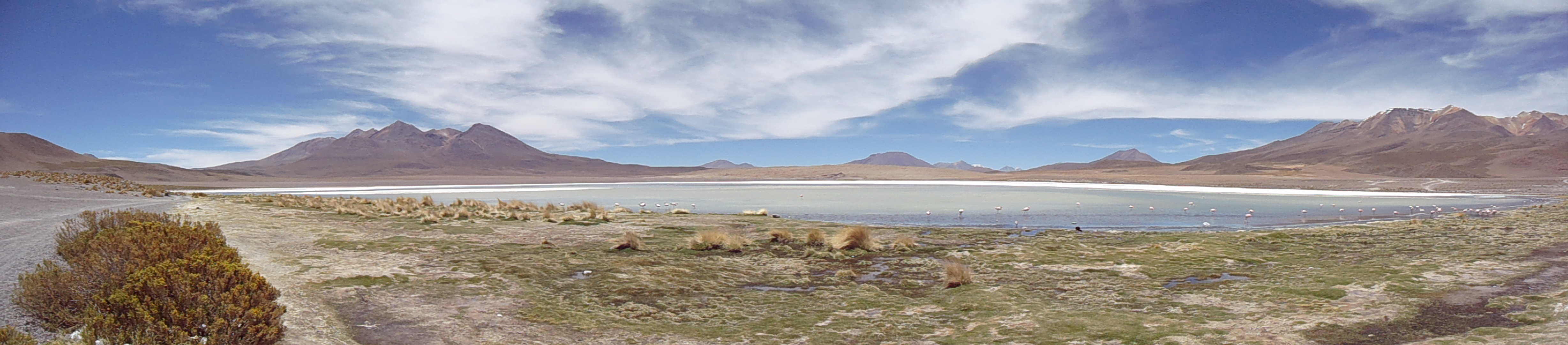
Panorámakép a tó környékéről
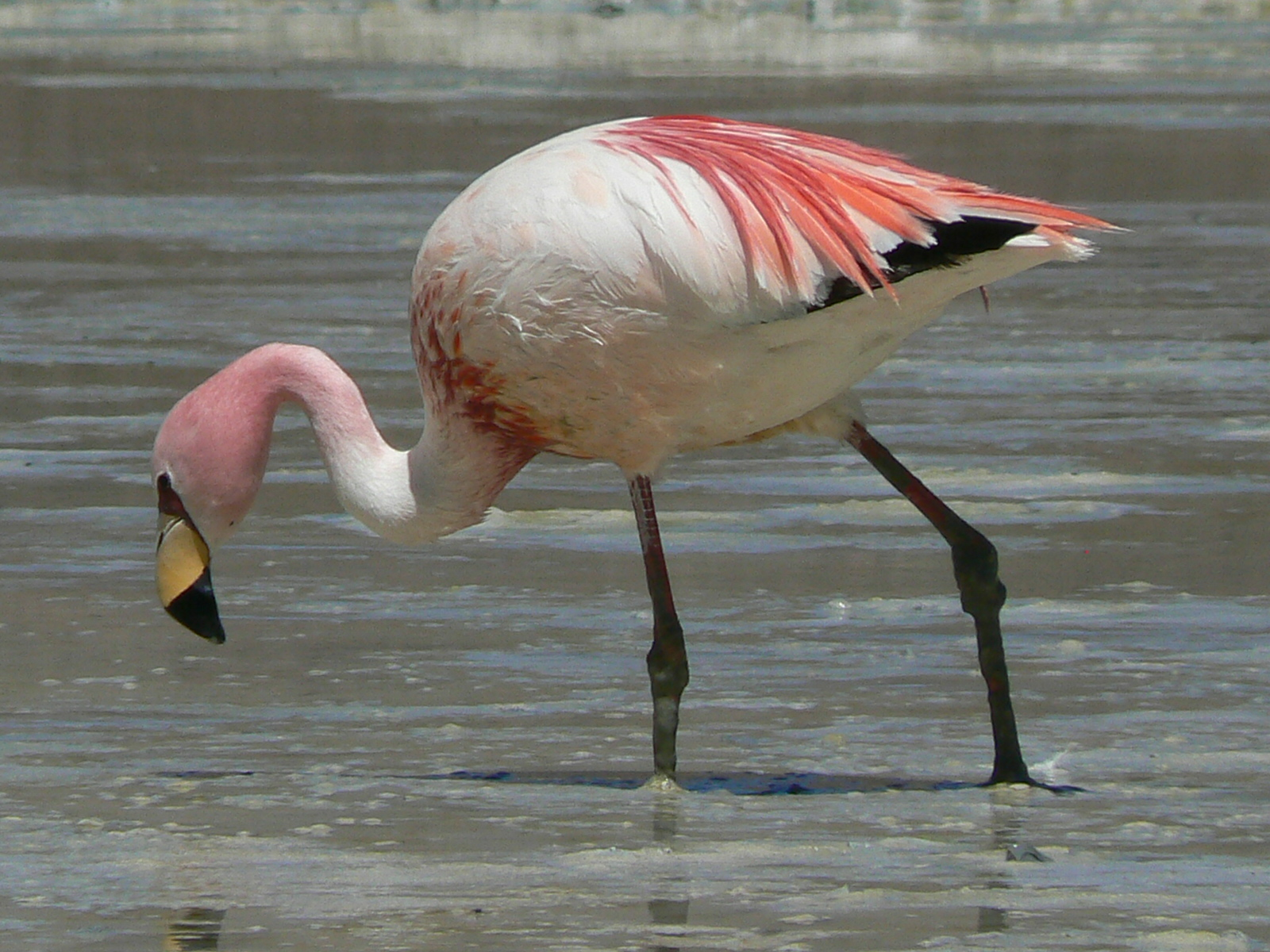
Egy rövidcsőrű flamingó a tóban